# Le Laowaï
 (juin 2024).
Pour plus de détails, voir Fiche technique et Distribution.
Le Laowaï est un film français réalisé par Anthony Gavard, sorti en 2023.
Comédie familiale, le film est un Feel-Good movie entièrement tourné en Chine. C'est le premier film de l'acteur Anthony Gavard en tant que réalisateur.

## Synopsis
Anthony Perrin (Anthony Gavard), est un professeur français invité dans un lycée d'une petite ville de Chine dans le cadre d'un échange culturel. Bien que professeur d'éducation physique, on lui demande d'enseigner le français aux étudiants, à la suite d'une erreur de traduction de Lili (Juliet Fu Hong), la responsable du jumelage. Ne voulant pas la mettre dans l'embarras face à son directeur, Anthony accepte et se plonge dans des révisions en urgences, qui ne l'empêchent pas d'être vite débordé par ses élèves le lendemain. Il fait ensuite la rencontre de Jackie (Jackie Liu Peng) le professeur de sport du collège, amoureux transi de Lili, avec qui il sympathise très vite. Jackie lui fait découvrir la ville, et Anthony lui fait découvrir la pétanque, ainsi qu'aux élèves.
Devant l'engouement des élèves pour ce nouveau sport, ils fondent un club de pétanque, avec l'aval du directeur heureux de découvrir qu'Anthony est un ancien champion. À la suite d'une série de malentendus face à un reporter, la jeune équipe se retrouve obligée d'accepter une rencontre contre l'équipe locale de la ville, déjà championne, qui leur a lancé un défi. Se retrouvant avec l'honneur et la réputation de l'école sur les épaules, Anthony et Jackie ont 15 jours pour transformer leurs débutants en champions...
Entre-temps, la nouvelle a enflammé la ville, et la simple rencontre c'est transformée en une compétition avec plus d'une dizaine de clubs participants. Alors que la pression monte sur les épaules des deux coachs, l'équipe semble voler en éclats entre blessures et parents autoritaires. Anthony et Jackie devront user de tous leurs talents pour résoudre les conflits, rassembler l' équipe et tenter de gagner la compétition.

## Fiche technique
- Titre : Le Laowaï
- Réalisation, dialogues : Anthony Gavard
- Scénario : Fu Hong
- Production : Fu Hong
- Directeur de la photographie : Benoît Lelièvre
- Musique : Maximilien Mathevon
- Pays :  France
- Genre : comédie
- Durée : 1h42
- Date de sortie : 15 octobre 2023 (France)

## Distribution
- Anthony Gavard : Anthony Perrin, professeur français d'éducation physique
- Jackie Liu Peng : Jackie, professeur chinois d'éducation physique
- Lili : responsable du jumelage
- Eric Liu : directeur
- Chen Ming : professeur d'anglais
- Han Yueqiao : grand-mère de Xiaobo
- Wu Jing : Zhou Xiaobo, élève et membre de l'équipe de pétanque
- Chen Liang : Cheng, élève et membre de l'équipe de pétanque
- Chen Liuyi : Xiaobai, élève et membre de l'équipe de pétanque
- Wang Yixin : Ling, élève et membre de l'équipe de pétanque
- Jianjun Qiu : journaliste Yao Lei
- Yannong Tian : père de Lili
- Yu Xuhui : Yu Kun, élève maladroit et remplaçant de l'équipe de pétanque
- Jiao Yanmin : mère de Xiaobai
- Zixuan Zhang : Huang, élève et remplaçante de l'équipe de pétanque

## Production

### Genèse et développement
La production démarre en 2016, quand Anthony Gavard et son épouse Fu Hong décident de mettre en place un grand projet pour rassembler leurs amis et connaissances rencontrés lors des tournages et parler d'un sujet qui leur tient à cœur : l'amitié franco-chinoise. Dans une première version, le film devait narrer l'arrivée d'un professeur de français dans un collège chinois, et parler du choc des cultures, des préjugés et de tolérance.
En 2017, le réalisateur, en repérages dans la ville de Quzhou, fait la rencontre de Bernard Champey, alors président de la FFSB (Fédération Française du Sport Boule), venu organisé le championnat du monde de pétanque jeunes à Kaihua (district de Quzhou). La découverte que des championnats du monde de pétanque se déroulent en Chine, dans la même ville, lui donne l'idée d'incorporer cette dimension dans le scénario, et lui permet d'apporter un pont supplémentaire entre la culture française et chinoise.

### Attribution des rôles
C'est lors du tournage de Bleeding Steel de Leo Zhang, qu'Anthony Gavard (acteur sur ce film) fait la rencontre de Liu Peng qui double alors Jackie Chan sur certaines acrobaties. Ils sympathisent et Liu Peng est alors choisi pour interpréter le rôle du professeur de sport chinois.
Le rôle de la grand-mère est confié à Han Yueqiao, actrice et animatrice célèbre des années 1980-90, et qui revient devant la caméra exceptionnellement pour ce rôle.
Les élèves qui forment l'équipe de pétanque sont sélectionnés au cours d'un grand casting parmi les 1 200 élèves du lycée où a lieu le tournage. 5 sont sélectionnés et font leur apparition pour la première fois à l'écran :  Wang Yixin qui interprète Ling, dont le père est tyrannique, Chen Liuyi qui interprète Xiaobai, trop couvée par sa mère, Chen Liang qui interprète Cheng le tireur qui va se blesser, Yu Xuhui qui interprète Yu Kun, l'élève enthousiaste mais maladroit, et enfin Wu Jing, petit génie de la pétanque devant prendre soin de sa grand-mère mal-voyante.

### Tournage
Le tournage démarre le 27 juin 2018. Il se déroule dans la ville de Quzhou, dans la province du Zhejiang. L'action principale à lieu au collège-lycée Er Zhong. Les lieux secondaires font la part belle à la ville et ses environs comme la montagne de Lankeshan, et Shuitingmen.
Le tournage est émaillé d'impondérables : un terrible orage, le deuxième jour, défigure le terrain de pétanque où se déroule une grande partie de l'action, et oblige l'équipe à complètement réorganiser le tournage. Des avions perturbent également les prises de son en extérieur, l'armée devant ces jours-là préparer un présentation officielle. Puis ce sont des travaux dans l'école qui perturbent les derniers jours. Malgré ces difficultés, l'équipe s'adapte et finit le tournage dans les temps impartis.

## Bande originale
- La bande originale, est composée et jouée par Maximilien Mathevon[4], sur des synthétiseurs.

- Production musicale : Plaza Mayor Company Ltd

Thème sifflé, flûte, voix, guitare, clin d’œil au western, et composant habilement avec le thème chinois de l’histoire qu’il incorpore sans insistance, Maximilien Mathevon livre une pure musique de comédie, avec des touches d’émotions.
| Bande originale du film Le Laowaï | Bande originale du film Le Laowaï | Bande originale du film Le Laowaï | Bande originale du film Le Laowaï | Bande originale du film Le Laowaï | Bande originale du film Le Laowaï | Bande originale du film Le Laowaï | Bande originale du film Le Laowaï | Bande originale du film Le Laowaï | Bande originale du film Le Laowaï |
| No                                | Titre                             | Interprète(s)                     | Durée                             |                                   |                                   |                                   |                                   |                                   |                                   |
| --------------------------------- | --------------------------------- | --------------------------------- | --------------------------------- | --------------------------------- | --------------------------------- | --------------------------------- | --------------------------------- | --------------------------------- | --------------------------------- |
| 1.                                | Quzhou                            | Maximilien Mathevon               | 3:03                              |                                   |                                   |                                   |                                   |                                   |                                   |
| 2.                                | Anthony                           | Maximilien Mathevon               | 3:51                              |                                   |                                   |                                   |                                   |                                   |                                   |
| 3.                                | Le tai-chi                        | Maximilien Mathevon               | 1:49                              |                                   |                                   |                                   |                                   |                                   |                                   |
| 4.                                | Cul sec                           | Maximilien Mathevon               | 2:24                              |                                   |                                   |                                   |                                   |                                   |                                   |
| 5.                                | Un bon ami                        | Maximilien Mathevon               | 1:12                              |                                   |                                   |                                   |                                   |                                   |                                   |
| 6.                                | Le local                          | Maximilien Mathevon               | 2:03                              |                                   |                                   |                                   |                                   |                                   |                                   |
| 7.                                | Au temple                         | Maximilien Mathevon               | 2:48                              |                                   |                                   |                                   |                                   |                                   |                                   |
| 8.                                | Les amis                          | Maximilien Mathevon               | 1:32                              |                                   |                                   |                                   |                                   |                                   |                                   |
| 9.                                | Entraînement et romance           | Maximilien Mathevon               | 5:28                              |                                   |                                   |                                   |                                   |                                   |                                   |
| 10.                               | Ta-chi sous la pluie              | Maximilien Mathevon               | 1:18                              |                                   |                                   |                                   |                                   |                                   |                                   |
| 11.                               | Anthony et la grand-mère          | Maximilien Mathevon               | 3:49                              |                                   |                                   |                                   |                                   |                                   |                                   |
| 12.                               | Les sélectionnés                  | Maximilien Mathevon               | 1:23                              |                                   |                                   |                                   |                                   |                                   |                                   |
| 13.                               | Avant la compétition              | Maximilien Mathevon               | 2:27                              |                                   |                                   |                                   |                                   |                                   |                                   |
| 14.                               | La compétition                    | Maximilien Mathevon               | 5:12                              |                                   |                                   |                                   |                                   |                                   |                                   |
| 15.                               | Une victoire                      | Maximilien Mathevon               | 2:18                              |                                   |                                   |                                   |                                   |                                   |                                   |
| 16.                               | Au revoir                         | Maximilien Mathevon               | 1:22                              |                                   |                                   |                                   |                                   |                                   |                                   |
| 17.                               | Le mariage                        | Maximilien Mathevon               | 2:50                              |                                   |                                   |                                   |                                   |                                   |                                   |
| 18.                               | Le laowaï                         | Maximilien Mathevon               | 2:22                              |                                   |                                   |                                   |                                   |                                   |                                   |
| 47:18                             |                                   |                                   |                                   |                                   |                                   |                                   |                                   |                                   |                                   |

## Sortie
Le film est projeté en avant-première au Festival du Cinéma Chinois de Paris, en 2023. Une tournée de projections est d'abord organisée en Loire-atlantique (Saint Brévin les Pins, Saint Michel chef-chef, Pornic, Saint Nazaire...), région natale du réalisateur, pour rencontrer le public.

## Autour du film
- Le nom du personnage d'Anthony Perrin, est un clin d’œil à François Perrin, personnage récurrent dans les films de Francis Veber.
- Coïncidence amusante, le 15 juillet à vu fêter le dernier jour de tournage, ainsi que la victoire de la France à la coupe du monde de football.
- On aperçoit au début du film une photo de Louis de Funès, lorsque Lili présente la culture française à ses élèves. Le réalisateur tenait à ce clin d’œil dans son premier film pour rendre hommage à celui qui lui a donné envie de faire ce métier.